# Limón (provins)

Karta över Costa Rica med Limón i rött.

Limón är en provins i Costa Rica. Den är belägen i den östra delen av landet vid kusten mot Atlanten. Den gränsar även mot landet Panama och provinserna Puntarenas, San José, Cartago och Heredia, samt mot Nicaragua. Sätesort är Puerto Limón. Provinsen täcker ett landområde på 9 189 km², och har en befolkning på 339 295 (2000). Provinsen delas i sin tur in i sex kantoner. 

## Kantoner
1. Guácimo
2. Limón
3. Matina
4. Pococí
5. Siquirres
6. Talamanca